# Karl Rohm
Karl Rohm (* 13. Januar 1873 in Giengen an der Brenz; † 27. Januar 1948 in Lorch) war ein deutscher Autor und Verleger.

## Leben
Rohm war einer der für die Lebensreform in Deutschland einflussreichsten Verleger in der ersten Hälfte des 20. Jahrhunderts. In seinem Verlag, den er 1898 gründete, erschienen zahlreiche Broschüren und Bücher sowie verschiedene Zeitschriften, darunter Lebens-Spuren (Januar 1900 bis 1908), Blätter für christliche Mystik (seit 1904), Blätter zur Pflege des höheren Lebens (1903 bis wahrscheinlich 1907), Die Loge und Der Leuchtturm.
Er verlegte etwa tausend Titel zu Themen der Theosophie, Religionsphilosophie, Freimaurerei, Okkultismus, Astrologie, Mystik und Lebensreform. Verlagsort war zunächst Stuttgart, von April bis November 1901 Amden in der Schweiz, ab Dezember 1901 Lorch. Zu den Autoren des Verlags gehörten u. a. Demeter Georgievitz-Weitzer (Pseudonym G. W. Surya), Emanuel Swedenborg, Edward Bulwer-Lytton und Johann Heinrich Jung-Stilling. Als geschichtliche Quelle bedeutsam ist die Schrift Monte Verità. Wahrheit ohne Dichtung von  Ida Hofmann-Oedenkoven (1906). Sie bietet einen ausführlichen Bericht über die Gründung und die ersten Jahre der Reformsiedlung Monte Verità von Ascona. Bekannt geworden ist der Lorcher Astrologischer Kalender, der von 1919 bis 1991 erschienen ist.
Im Ersten Weltkrieg war Rohm Soldat. Anfang der 1920er Jahre veröffentlichte er einige politische, deutschnationale Schriften. Dabei finden sich einzelne judenfeindliche Titel wie Was ist jüdischer Geist? und Der Hofbankier von John Retcliffe.
Rohm war Herausgeber des 1924 gegründeten Lorcher Blattes Völkischer Herold („Wochenblatt für vaterländische Politik und Wirtschaft“) sowie Leiter des Erich Ludendorff nahestehenden und seit Ende 1925 als korporatives Mitglied der DVFP fungierenden Vaterländischen Volksbundes.
Karl Rohm trat zum 1. Mai 1933 der NSDAP bei (Mitgliedsnummer 2.924.419). Nach dem Röhm-Putsch distanzierte er sich von Hitler und dessen Parteiprogramm. 1941 wurden zahlreiche seiner astrologischen und okkulten Schriften beschlagnahmt; im Jahr darauf wurde er aus der Reichsschrifttumskammer ausgeschlossen.

## Verlagslinie (Beispiele)
- Albrecht Hoffmann: Rom, Juda und wir. Vortrag. Reihe: Reden aus völkischer Zeit, 3. Gehalten im Vaterländischen Volksbund zu Tübingen am 26. Februar 1924. Verlegt 1924[5]
- Wilhelm Auer: Das jüdische Problem. Ein wissenschaftlicher Versuch. 1921.
- Der jüdische Kriegsplan zur Aufrichtung der Judenweltherrschaft im Jahre des Heils 1925. Nach den Richtlinien der Weisen von Zion. 1922.
- Christoph Weiß: "Vom Juden-Sozialismus geheilt!" Meinen deutschen Arbeitsbrüdern und Arbeitsschwestern zur Aufklärung. 1920
- F. K. Steinberger: Esoteriker des Westens: Führer zu neuem Menschentum. 1953[6]

## Werke im eigenen Verlag
- Die Truggestalt der Annie Besant und andere Irrlichter der Theosophischen Gesellschaft. 1916
- Zu Fidus’ 50. Geburtstag. In: Der Leuchtturm, 13, Sept./Okt. 1918, S. 15
- Die Abschaffung des Zinses ist die einzige Möglichkeit, die ewige Versklavung Deutschlands zu verhüten und die wirtschaftliche Wiedergeburt in die Wege zu leiten. 1919
- Der Staatsbankerott in Verbindung mit der Abschaffung des Zinses kann Deutschlands Rettung werden. 1919
- Christoph Friedrich Landbeck. Ein Denkstein von Karl Rohm. 1921
- Meister Fidus. Der Maler der deutschen Seele, in: Lorcher Astrologischer Kalender für das Jahr 1936, S. 110f

## Schriftleitung
- als „Hauptschriftleiter“: Der Lichtpfad. Blätter zur Erkenntnis des Daseinszweckes und zur harmonischen Gestaltung des Lebens.[7]